# Кластер передовых исследований «Азия и Европа в глобальном контексте»
Кластер передовых исследований «Азия и Европа в глобальном контексте: Динамичные асимметрии в процессах культурного обмена» (нем. Exzellenzcluster „Asien und Europa im globalen Kontext: Wechselnde Asymmetrien in kulturellen Austauschprozessen“) — междисциплинарный научно-исследовательский центр при Гейдельбергском университете (Германия), объединяющий порядка двухсот исследователей в области гуманитарных и социальных наук.

## Общая информация
Кластер начал работу в октябре 2007 года в рамках федерально-земельной программы поддержки передовых исследований «Экселенц-инициатива» (нем. Die Exzellenzinitiative des Bundes und der Länder zur Förderung von Wissenschaft und Forschung an deutschen Hochschulen). Около двухсот ученых исследуют процессы культурного, социального и политического обмена между Европой и Азией, а также в пределах азиатского континента. Особое внимание уделяется анализу динамики этих процессов. 
Основной целью кластера является разработка нового подхода к изучению культуры, учитывающего исключительную важность транскультурных (в отличие от межкультурных) взаимодействий, а также создание сопутствующих институциональных структур. На конкретных примерах из Азии и Европы в кластере исследуется динамика исторических и современных процессов обмена концепциями, институтами и практиками, осуществляемого посредством прямой и опосредованной коммуникации между индивидами и группами людей, а также через материальный обмен.
Кластер располагается в Центре перспективных транскультурных исследований им. Карла Ясперса при Гейдельбергском университете (Германия), а также имеет филиал в Нью-Дели (Индия). Кластер возглавляется коллегией директоров в составе профессоров Мадлен Херен-Ош (новая история), Акселя Михаэльса (индология) и Рудольфа Г. Вагнера (синология).

## Исследования
Более семидесяти исследовательских проектов кластера организованы в четыре группы: «Власть и управление», «Общественные сферы», «Здоровье и окружающая среда», «Историчность и наследие». Также в рамках кластера работают пять вновь учрежденных профессур - Буддологии, Культурно-экономической истории, Глобальной истории искусств, Интеллектуальной истории и Визуальной антропологии.
В рамках программы «Гейдельбергские исследовательские системы» (англ. “Heidelberg Research Architecture”) обеспечивается информационная поддержка исследований, позволяющая анализировать процессы культурного обмена в их количественных и качественных проявлениях.
Результаты исследований публикуются в ведущих издательствах и изданиях по всему миру. В целях интеграции транскультурных исследований кластером основано две серии публикаций – «Транскультурные исследования: Гейдельбергские исследования Азии и Европы в глобальном контексте» (англ. “Transcultural Research: Heidelberg Studies on Asia and Europe in a Global Context”) и «Гейдельбергские транскультурные исследования» (англ. “Heidelberg Transcultural Studies”) – а также рецензируемый электронный научный журнал «Транскультурные исследования» (англ. “Transcultural Studies”).

## Образование
В Гейдельбергском университете кластером учреждена магистерская программа «Транскультурные исследования» (англ. M.A. Transcultural Studies). В рамках данной программы сочетаются транскультурный фокус, междисциплинарный подход, а также языковые, исторические и культурные компетенции, приобретаемые в рамках традиционных научных дисциплин. Преподавание ведется на английском языке.
Также в кластере ведется подготовка докторантов в рамках структурированной программы «Транскультурные исследования» (англ. Graduate Programme for Transcultural Studies).